# Liste der Baudenkmale in Featherston
Die Liste der Baudenkmale in Featherston umfasst alle vom New Zealand Historic Places Trust (NZHPT) als „Historic Place“ oder „Historic Area“ eingestuften Baudenkmale und Flächendenkmale der neuseeländischen Ortschaft Featherston. Die Angaben stammen aus dem Register des NZHPT. Die Bezeichnungen der Baudenkmale orientieren sich an diesem Register. In die Liste werden auch bekannte Wahi Tapu (Area), kulturell und religiös bedeutsame Stätten und Gebiete der Māori, aufgenommen. Sie werden jedoch meist nicht publiziert.

| Bild | Bezeichnung                                | Ort         | Anschrift                                   | Beschreibung                              | Bauzeit     | Eintrag       | Nummer | Kat. |
| ---- | ------------------------------------------ | ----------- | ------------------------------------------- | ----------------------------------------- | ----------- | ------------- | ------ | ---- |
| BW   | Tarureka Woolshed                          | Featherston | 38 Donald Street and Revans Street Karte    | Wollschuppen                              | 1868        | 2. Juli 1987  | 1300   | 1    |
| BW   | Anzac and Kiwi Halls                       | Featherston | 62-64 Bell Street Karte                     | Kriegsdenkmal, Versammlungsstätte         | 1916        | 2. Juli 1987  | 3953   | 1    |
| BW   | Rototawai Homestead                        | Featherston | Kahutara Road Karte                         | Wohnhaus                                  | 1929        | 2. Juli 1987  | 3954   | 1    |
| BW   | Longwood                                   | Featherston | Longwood East Road, South Featherston Karte | mehrere Farmgebäude                       | 1850er (ab) | 11. März 2007 | 7696   | 1    |
| BW   | Appleshow (Dwelling, Formerly Schoolhouse) | Featherston | Clifford Square Karte                       | Schule, heute Wohnhaus                    | n.a.        | 23. Juni 1983 | 1294   | 2    |
| BW   | Burt's House and Store                     | Featherston | 29 Waite Street und Revans Street Karte     | Ladengeschäft                             | n.a.        | 23. Juni 1983 | 1296   | 2    |
| BW   | Courthouse                                 | Featherston | Fox Street Karte                            | Gerichtsgebäude                           | n.a.        | 23. Juni 1983 | 1297   | 2    |
| BW   | County Building (Former)                   | Featherston | 81 Fitzherbert Street Karte                 | Verwaltungsgebäude des County, ehemaliges | n.a.        | 23. Juni 1983 | 1298   | 2    |
| BW   | Hodder House (Former)                      | Featherston | 23 Wakefield Street Karte                   | Wohnhaus                                  | n.a.        | 23. Juni 1983 | 1299   | 2    |
| BW   | Wardell's House                            | Featherston | Underhill Road Karte (ungenau)              | Wohnhaus                                  | n.a.        | 23. Juni 1983 | 1301   | 2    |
| BW   | Methodist Church (Former)                  | Featherston | 64 Fox Street und Fitzherbert Street Karte  | Kirche, ehemalige methodistische          | 1881        | 23. Juni 1983 | 2864   | 2    |
| BW   | Fareham House                              | Featherston | Underhill Road Karte                        | Wohnhaus                                  | n.a.        | 23. Juni 1983 | 2865   | 2    |
| BW   | House                                      | Featherston | 17 Johnston Street und Bell Street Karte    | Wohnhaus                                  | n.a.        | 23. Juni 1983 | 2866   | 2    |
| BW   | Joinery Factory (Former)                   | Featherston | Revans Street and Fitzherbert Street Karte  | Schreinerei, ehemalige                    | n.a.        | 23. Juni 1983 | 2867   | 2    |
| BW   | St John's Anglican Church (Old)            | Featherston | Fox Street Karte                            | Kirche, anglikanische                     | n.a.        | 23. Juni 1983 | 2869   | 2    |
| BW   | Tarureka Homestead                         | Featherston | 38 Donald Street und Revans Street Karte    | Wohnhaus                                  | n.a.        | 23. Juni 1983 | 2870   | 2    |
| BW   | Library Building                           | Featherston | Fitzherbert Street Karte                    | Bibliothek                                | n.a.        | 23. Juni 1983 | 3976   | 2    |